# چرا پینک فلوید… ؟
چرا پینک فلوید… ؟ یک رشته جریان بازعرضه تمام آلبوم‌های گروه پینک فلوید است که در حین آن، آلبوم‌های قبلی گروه در طی سر مرحله در سالهای ۲۰۱۱ و ۲۰۱۲ میلادی عرضه شدند. آلبوم‌های جدید آماده برای عرضه، کاملاً دوباره ریمستر شده و شامل بسیاری قطعات عرضه نشده نیز می‌شدند. آلبوم‌ها در طی این مرحله در سه نسخه متفاوت عرضه می‌شدند: «دیسکاوری»، «اکسپیرینس» و «ایمرشن». نسخه‌های «ایمرشن» نیمه تاریک ماه و کاش اینجا بودی شامل میکس دربرگیرنده نسخه ۵٫۱ سیستم صوتی ساراند می‌شدند؛ ویژگی که نسخه «ایمرشن» دیوار نداشت. در طی این کمپین، آلبومی جدید از بهتری‌های پینک فلوید با نام پایی در لای در: بهترین‌های پینک فلوید نیز عرضه شد.